# Jorge Daponte
Jorge Alberto Daponte (Buenos Aires, 1923. június 5. – Buenos Aires, 1963. március 1.) argentin autóversenyző.

## Pályafutása
1954-ben két világbajnoki Formula–1-es versenyen is rajthoz állt. A hazájában rendezett futamon váltóhiba miatt kiesett, míg az olasz nagydíjon nem volt értékelhető az eredménye. Pályafutása alatt részt vett több, a világbajnokságon kívül rendezett Formula–1-es versenyen is.

## Eredményei

### Teljes Formula–1-es eredménylistája
(Táblázat értelmezése)

(Félkövér: pole-pozícióból indult; dőlt: leggyorsabb kört futott) 

| Év   | Csapat        | Modell              | Motor               | 1      | 2   | 3   | 4   | 5   | 6   | 7   | 8      | 9   | Helyezés | Pont |
| ---- | ------------- | ------------------- | ------------------- | ------ | --- | --- | --- | --- | --- | --- | ------ | --- | -------- | ---- |
| 1954 | Jorge Daponte | Maserati A6GCM/250F | Maserati Straight-6 | ARG Ki | 500 | BEL | FRA | GBR | GER | SUI | ITA Hn | ESP | -        | 0    |

## Külső hivatkozások
- Profilja a grandprix.com honlapon (angolul)
- Profilja a statsf1.com honlapon (angolul)